# 웹훅
웹훅(webhook)은 웹 개발에서 사용자 정의 콜백을 사용하여 웹 페이지 또는 웹 애플리케이션의 동작을 강화하거나 변경하는 방법이다. 이러한 콜백은 원래 웹사이트나 애플리케이션과 반드시 관련이 없을 수도 있는 제3자 사용자 및 개발자에 의해 유지, 수정 및 관리될 수 있다. "웹훅"이라는 용어는 2007년 제프 린제이(Jeff Lindsay)가 컴퓨터 프로그래밍 용어인 훅(hook)에서 유래시킨 것이다.
포맷은 일반적으로 JSON이다. 요청은 HTTP POST 요청으로 수행된다.

## 기능
웹훅는 "사용자 정의 HTTP 콜백"이다. 일반적으로 저장소에 코드 푸시, 블로그에 댓글 게시 등 다양한 사용 사례와 같은 일부 이벤트에 의해 트리거된다. 해당 이벤트가 발생하면 원본 사이트는 웹훅에 대해 구성된 URL에 HTTP 요청을 보낸다. 사용자는 한 사이트의 이벤트가 다른 사이트의 동작을 호출하도록 구성할 수 있다.
일반적인 용도는 지속적인 통합 시스템으로 빌드를 트리거하거나 버그 추적 시스템에 알리는 것이다. 웹훅은 HTTP를 사용하기 때문에 새로운 인프라를 추가하지 않고도 웹 서비스에 통합될 수 있다.

## 같이 보기
- API
- 오픈 API
- 매시업 (웹 개발)